# جاك فروليش
جاك فروليش (بالإنجليزية: Jack Froehlich)‏ هو مهندس فضاء جوي أمريكي، ولد في 7 مايو 1921، وتوفي في 1 نوفمبر 1967.